# Uherské království (1000–1301)
Uherské království (maďarsky Magyar Királyság [Maďar Kirájšág], latinsky Regnum Hungariae), zkráceně Uhersko či Uhry, byl historický mnohonárodnostní státní útvar. Úlohu hlavního města plnila Ostřihom spolu se Stoličným Bělehradem (nyní Székesfehérvár).

## Historie 1000–1301

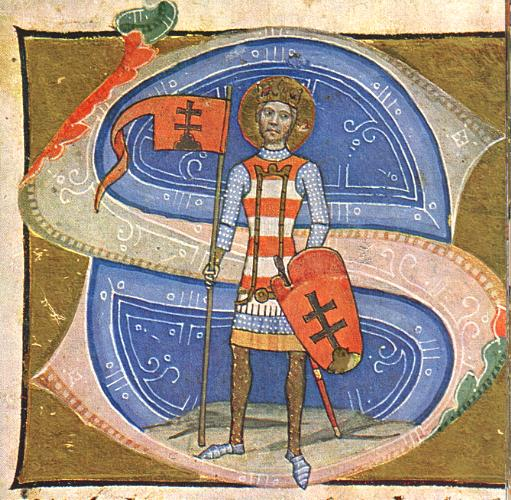
Štěpán I. Svatý zobrazený se znakem, který je pozdější

Po smrti knížete Gejzy (972–997) nastoupil na uherský stolec princ Vajk, který potlačil veškeré pokusy o rozdělení země a pevně se chopil vlády. Přijal křest a již jako Štěpán I. se stal jeho horlivým šiřitelem a zastáncem. Díky tomu také získal r. 1000 královskou korunu a stal se prvním uherským králem. Rozšířil své území a již za jeho vlády se území dnešního Slovenska začleňovalo do uherského soustátí. Slovanští velmožové si zde mohli zachovat své državy a začali se podílet na politickém životě svatoštěpánské země. Za svůj přínos křesťanství byl později král Štěpán I. uctíván a svatořečen jako sv. Štěpán. Po jeho smrti se země ocitá v příbuzenských bojích o moc a na uherském trůně se ocitá řada nepříliš schopných Arpádovců.
V roce 1077 nastoupil na uherský trůn král Ladislav I. (1077–1095), který potlačil své protivníky o uherský trůn a chopil se pevně vlády. Stal se jedním z nejvýznamnějších panovníků raného středověku. Sjednotil zemi, vymanil ji z německé závislosti a k Uhrám připojil část Sedmihradska, Slavonii a Chorvatsko. Vydal nové obchodní zákony a upravil trestní právo. Po jeho smrti se země opět dostala do vzájemných bojů o trůn. Až Béla III. (1172–1196) opět upevnil a rozšířil moc Uher. Vymanil zemi z byzantského vlivu, ovládl s konečnou platností Chorvatsko a Dalmácii, dobyl Halič a vytvořil dobře fungující královské úřady.
Během 12. stol. patřili Arpádovci k nejbohatším panovníkům v Evropě díky těžbě drahých kovů, především zlata v Kremnici. Rovněž se zlepšilo zemědělství a řemesla. Velkou měrou se na tom podíleli němečtí kolonizátoři, které uherští panovníci zvali do Uher a Sedmihradska. Za Ondřeje II. (1205–1235) došlo k významnému majetkovému a politickému vymezení Ondřejovou Zlatou bulou, kterou vydal r. 1222. Byly zde především upřesněny majetkové poměry a práva šlechty, církve a cizinců v zemi. V letech 1240–42 čelily Uhry velkým drancujícím vpádům Mongolů, kteří zemi silně zpustošili. Během mongolské invaze zahynula až polovina obyvatel Uherského království. Ve 13. století se v Uhrách začaly razit proslavené uherské zlaté dukáty (florény) a uherské groše. Béla IV. (1235–1270) se neúspěšně zapojuje do bojů o Babenberské dědictví proti českému králi Přemyslovi Otakaru II. R. 1260 byl Béla IV. poražen v bitvě u Kressenbrunnu a ztratil tak Štýrsko. Uhersko Přemyslovi oplácí porážku v r. 1278 v bitvě na Moravském poli, kde Uhři stojí po boku Rudolfa Habsburského.

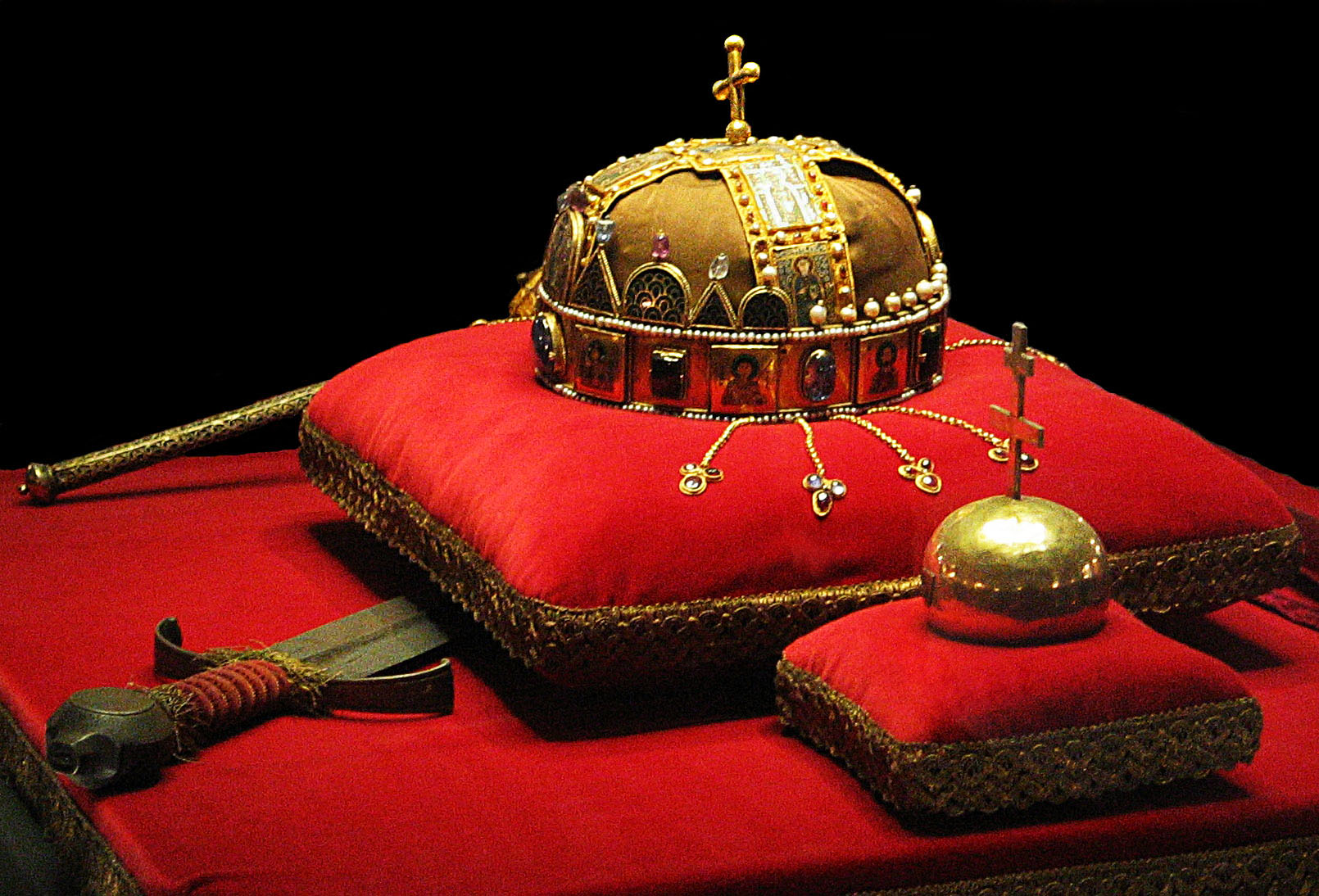
Uherská koruna s ostatními klenoty

Za posledního Arpádovce krále Ondřeje III. (1290–1301) dochází k politickému rozvratu v zemi. Ondřej III. čelí domácí opozici, která podporuje kandidaturu Karla Roberta z Anjou na uherský královský stolec, vnuka neapolského krále Karla II. a Marie, dcery uherského krále Štěpána V. a další rakouská strana v Uhrách zase podporuje Albrechta Habsburského, syna krále Rudolfa I. Habsburského. Ondřej nakonec r. 1301 umírá a jím vymírají i Arpádovci. Na uherský trůn se tak dostává snoubenec Ondřejovy dcery Alžběty Přemyslovec Václav III. (1301–1305), který v Uhrách vládne jako Ladislav V.